# Ferula glaberrima
Ferula glaberrima är en flockblommig växtart som beskrevs av Jevgenij Korovin. Ferula glaberrima ingår i släktet stinkflokesläktet, och familjen flockblommiga växter. Inga underarter finns listade i Catalogue of Life.